# Broadford

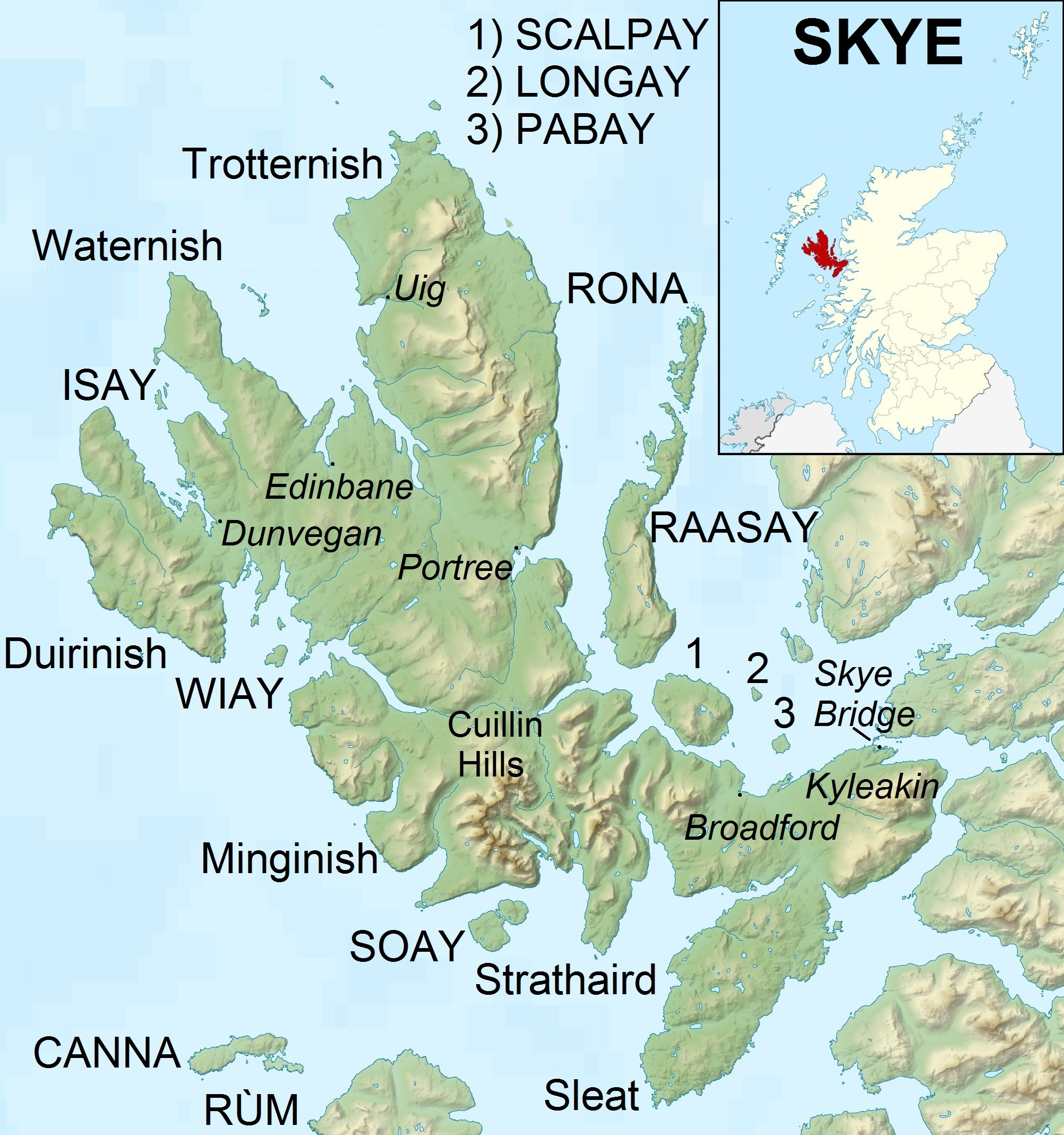
Mapa de la isla de Skye mostrando Broadford.

Broadford (An t-Àth Leathann en gaélico escocés), junto con la cercana Harrapool, es el segundo gran asentamiento en la isla de Skye, Escocia (Reino Unido), y queda en la esquina suroeste de la bahía de Broadford, en la A87 entre Portree y el puente de Skye. Con el fondo de las Cuillin orientales sobre ella, Broadford es una región tranquila y bella con diversos servicios disponibles.

## Historia
Broadford era un mercado de ganado hasta 1812, cuando Telford construyó la carretera desde Portree hasta Kyleakin. Veteranos de las Guerras Napoleónicas se asentaron durante la primera mitad del siglo XIX. Escribiendo a mediados del siglo XIX, Alexander Smith dijo, "Si Portree es el Londres de Skye, Broadford es su Manchester."

## Servicios

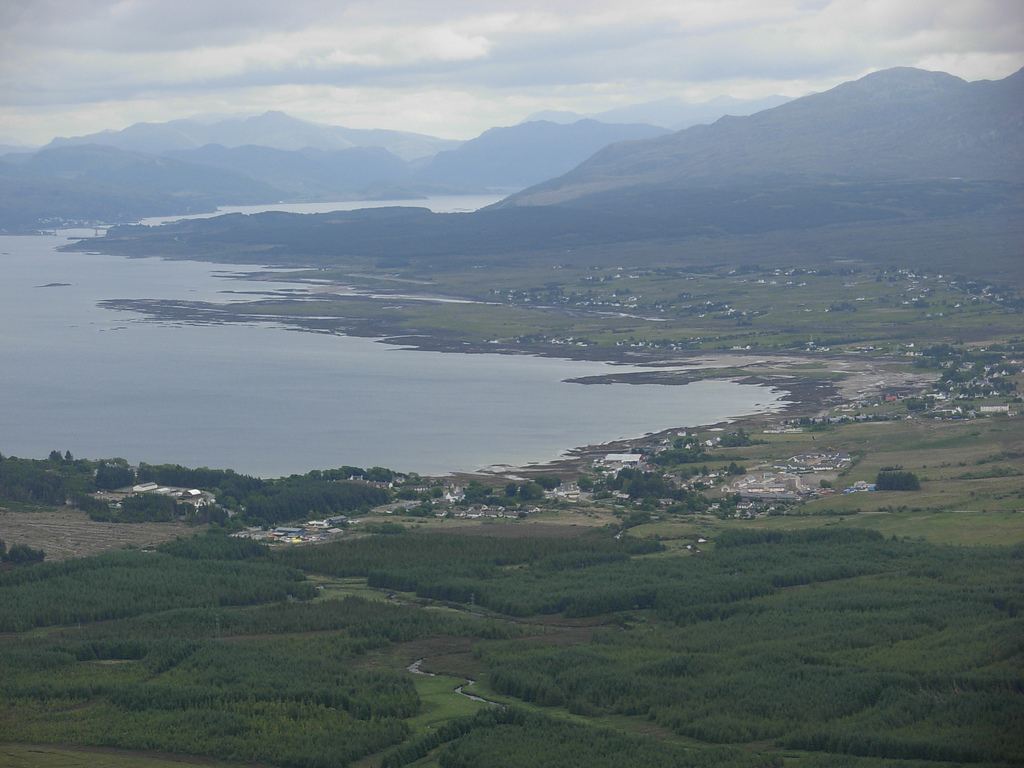
Sobre el pueblo de Broadford.

Broadford es un centro de servicios para el sur de Skye. Entre ellos está el supermercado en cooperativa combinado con un garage BP abierto 24 horas, unos pocos restaurantes (entre ellos el Claymore, Broadford Hotel, Dunollie Hotel y Hebridean Hotel), el Skye Serpentarium y un albergue juvenil. También tiene un pequeño aeropuerto (véase Aeropuerto de Broadford) en Ashaig. El hospital local es el MacKinnon Memorial Hospital.

## En la cultura popular
- Hay una canción de la banda de rock Jethro Tull llamada "Broadford Bazaar" (en la versión remasterizada del álbum Heavy Horses) que recibe su nombre de esta ciudad.
- Hay también una canción titulada "The Trip to Broadford" en el álbum de 1990 Room to Roam de los Waterboys.
- El popular licor de whisky Drambuie también fue fundado en Broadford cuando el Bello Príncipe Carlos pasó la receta al capitán John Mackinnon en 1745, quien le ayudó a escapar de sus perseguidores. La receta aún la tiene la familia Mackinnon en nuestros días.
- El videoclip de la canción Lament, tercer single del álbum de idéntico nombre del grupo Ultravox, fue rodado en 1984 en Broadford Village y dirigido por Midge Ure y Chris Cross, integrantes del citado grupo musical.

## Geología
El mineral harkerita fue el primero encontrado cerca de Broadford por el geólogo Alfred Harker 
.